# Eisenhüttenstädter FC Stahl
Maillots
Le FC Stahl Eisenhüttenstadt (en Allemand Eisenhüttenstädter FC Stahl) est un club allemand de football basé à Eisenhüttenstadt.
Initialement dénommée Fürstenberg, la localité reçut le statut de "Ville" le 1er février 1953. Le 7 mai de la même année, elle fut rebaptisée "Stalinstadt", en hommage au leader soviétique décédé peu avant. En 1961, le rapprochement des localités de "Fürstenberg/Oder" et de "Schönfliess" forma l'actuelle Eisenhüttenstadt

## Historique
- 1950 : fondation du club sous le nom de BETRIEBSPORTTGEMEINSCHAFT STAHL FÜRSTENBERG
- 1953 : le club fut renommé BETRIEBSPORTTGEMEINSCHAFT STAHL STALINBSTADT
- 1960 : le club fut renommé BETRIEBSPORTTGEMEINSCHAFT STAHL EISENHÜTTENSTADT
- 1990 : le club fut renommé EISENHÜTTENSTÄDTER FUSSBALL CLUB STAHL

## Palmarès
- Champion de la Bezirksliga Francfort/Oder: 1954, 1971.

- Finaliste de la FDGB-Pokal: 1991.

## Joueurs célèbres
- Arthur Bialas
- Erich Hamann
- Steffen Menze (de)
- Marcel Rath (de)
- Bodo Rudwaleit
- Amadeus Wallschläger (de)